# Tâm lý xã hội
Cách tiếp cận tâm lý xã hội (tiếng Anh: psychosocial) nhìn vào các cá nhân trong bối cảnh các yếu tố tâm lý học và môi trường xã hội xung quanh cùng những ảnh hưởng lên tình trạng cơ thể và tinh thần cũng như khả năng thực hiện chức năng của họ. Lối tiếp cận này được sử dụng trong một loạt những nghề hỗ trợ sức khỏe và chăm sóc xã hội cũng như được dùng bởi các nhà nghiên cứu y học và khoa học xã hội.